# Corralejos
Corralejos è un quartiere nel distretto di Barajas a Madrid. Ha una superficie di 462,46 ettari ed una popolazione di 7.598 abitanti (anno 2018).

## Posizione
Limita a nord con Timón, a sud con Alameda de Osuna, ad ovest con Palomas, Piovera e Canillas (Hortaleza), e ad est con l'aeroporto e il centro storico di Barajas.
È delimitato dal triangolo formato dalle vie Ariadna, Manuel Azaña e Avenida de Logroño.

## Monumenti e luoghi d'interesse

### Biblioteca Gloria Fuertes
La biblioteca pubblica municipale Gloria Fuertes fu inaugurata nell'ottobre 2001, alla presenza dell'allora sindaco, José María Álvarez del Manzano. L'edificio è un nuovo progetto dell'architetto Carmen Blanco Hernández per ospitare un centro culturale e l'unica biblioteca che attualmente serve gli abitanti del distretto.
Dalle grandi finestre che corrono lungo il primo e il secondo piano, dove si trova la biblioteca, si possono vedere i resti del ricostruito castello Zapata, l'unico conservato nel comune di Madrid, e un esteso oliveto che confina con il moderno parco Juan Carlos I.

### Busto di Don Juan de Borbón
L'opera, realizzata dallo scultore e architetto madrileno Víctor Ochoa, fu creata nel 1994 attraverso una sottoscrizione popolare promossa dal giornale ABC per rendere omaggio a Don Juan de Borbón y Battemberg, conte di Barcellona e padre del re Juan Carlos I, morto il 1º aprile 1993. Pertanto, fu questo monarca che inaugurò il monumento il 27 giugno 1994.
Si trova accanto all'entrata principale del Parco Juan Carlos I, nella rotonda presieduta dalla fontana cibernetica, e non corrisponde all'opera commissionata per il Simposio Internazionale di Sculture all'Aperto organizzato dal Comune di Madrid nel 1991 per la decorazione del sito. Attualmente, è uno dei pezzi (in particolare il nº 1) che compongono il cosiddetto Sentiero delle Sculture, un percorso artistico-didattico attraverso tutto il parco dove il visitatore può percepire i legami tra Arte e Natura, attraverso una serie di creazioni di diversi scultori che esibiscono una grande varietà di proposte estetiche.

### Palazzo Municipal de Congresos
Fu inaugurato nel 1993 e si trova vicino alle strutture fieristiche di IFEMA (Feria de Madrid). È stato progettato da Ricardo Bofill Levi. Il suo design moderno, tipico delle opere di questo architetto, e una superficie utile di più di 30.000 m² distribuiti nei suoi 14 piani (7 dei quali sotterranei), lo rendono altamente versatile, con la tecnologia e i servizi necessari per assorbire tutte le richieste del mercato, soprattutto l'organizzazione di congressi, fiere e grandi riunioni di ogni tipo.
L'edificio ha un parcheggio pubblico, ampi spazi espositivi, due auditorium con capacità di 913 e 1.814 persone rispettivamente, una sala polivalente di 2.200 m² e trenta stanze di diversa capacità. 

### Recinto Ferial di IFEMA
Il Recinto Ferial di IFEMA o Recinto Ferial Juan Carlos I è una struttura fieristica permanente. È di proprietà della Institución Ferial de Madrid (IFEMA) e si trova nel quartiere di Corralejos. Ha 200.000 m² coperti per esposizioni distribuiti in dodici padiglioni, un centro congressi di più di 10.000 m², così come spazi e attrezzature necessarie per lo sviluppo ottimale delle attività che vi si svolgono, come area di riunioni, auditorium per 600 partecipanti, numerosi ristoranti e 14.000 posti auto.

#### IFEMA
IFEMA MADRID è un consorzio che organizza fiere, spettacoli e congressi nel suo quartiere fieristico e nel Palazzo Municipale. I suoi eventi riuniscono aziende spagnole e straniere per generare relazioni commerciali, moltiplicare i loro contatti e presentare tutti gli ultimi sviluppi.
Ogni anno tiene più di 123 fiere, occupando quasi 1,5 milioni di metri quadrati netti di spazio espositivo, con la partecipazione di più di 33.200 aziende e più di 4 milioni di visitatori, il 26% dei quali internazionali.
Attualmente è il principale organizzatore di fiere in Spagna e uno dei più importanti in Europa. 
Dall'anno 2020 l'IFEMA ha accolto più di 100 persone, includendo i senzatetto e le asintomatiche del COVID-19, come misura per fermarne la diffusione; è stata un'iniziativa del comune di Madrid, con l'appoggio degli assistenti sociali del SAMUR.

## Farmacie
- Calle Bahía de Gando numero 1 (quartiere Corralejos);
- Calle Bahía de Palma numero 16 (quartiere Corralejos).

## Trasporti

### Autobus
- Linea 115: Avda. América - Barajas
- Linea 105: Ciudad Lineal - Barajas
- Linea 151: Canillejas - Coronales

### Metro - Cercanías
Sebbene non ci sia metropolitana nel quartiere, esso ha due stazioni della metropolitana relativamente vicine. La più antica è la stazione di Barajas (linea numero 8, colore rosa), nel centro storico di Barajas, a circa 20 minuti dal quartiere; la più nuova è la stazione di Alameda de Osuna, a circa 15 minuti dal quartiere.